# See des Grauens
Sam’s Lake ist ein Horrorthriller aus dem Jahr 2005. Andrew C. Erin führte die Regie und schrieb das Drehbuch.

## Handlung
Sam lädt ihre Freunde Kate, Franklin, Melanie und Dominik zu einer abgelegenen Waldhütte an den See Sam’s Lake ein, nach dem sie benannt wurde. Sam ist in dem malerischen Ort aufgewachsen; ihr Vater ist dort ein Jahr zuvor bei einem Jagdunfall ums Leben gekommen.
Kurz nach der Ankunft stellt Sam ihren Freunden den attraktiven Jesse vor, mit dem sie am Sam’s Lake aufgewachsen ist. Kate fühlt sich sofort zu ihm hingezogen. Am Lagerfeuer erzählen Sam und Jesse den anderen vier von einer unheimlichen Legende, die sich um diese Gegend rankt. In einem mittlerweile verfallenen Haus ganz in der Nähe hat einst eine Familie gewohnt. Der Sohn war jedoch nicht normal, neigte zu Gewalttätigkeit und versteckte sich oft tagelang im Wald. Seine überforderten Eltern brachten ihn in ein Heim, aus dem er acht Jahre später ausbrach. Er kehrte in sein Elternhaus zurück und ermordete seine ganze Familie. Seitdem lebt er im Wald und ist für das Verschwinden zahlreicher Menschen verantwortlich. An seinen Tatorten hinterlässt er immer eine Puppe aus Maisblättern.
In der darauffolgenden Nacht überreden Sam und Jesse ihre Freunde, das alte Haus zu besuchen. Nur Jesse und Kate wagen sich zunächst ganz in das unheimliche Haus hinein und küssen sich, werden jedoch von Sam gestört. Plötzlich fällt etwas durch den Kamin und Franklin findet ein Buch. Als die Freunde plötzlich Schritte und Schreie aus dem oberen Stockwerk hören, rennen sie panisch zum Auto zurück, an dem nun eine Puppe aus Maisblättern hängt.
Wieder zurück in ihrer Hütte, beschäftigen sich die Freunde mit dem gefundenen Buch. Es ist das Tagebuch des Jungen, der seine Familie tötete. Er schreibt von seinem Leben im Wald, dem einzigen Ort, der ihm Geborgenheit gibt. Nachdem er erwachsen war und von den Menschen nicht mehr erkannt wurde, zog er ins nahegelegene Dorf und heiratete eine Frau, die ihm Zwillinge gebar, bei der Geburt, die auf seinen Wunsch ganz ohne medizinische Hilfe im Wald stattfand, jedoch starb. Die Zwillinge wuchsen heran und halfen dem Vater, immer wieder Menschen in den Wald zu locken, um diese dann zu jagen und zu töten. In seinem letzten Tagebucheintrag aus dem Jahr 1995 erwähnt der Schreiber die Namen der Zwillinge – Sam und Jesse.
Kate, Franklin, Melanie und Dominik begreifen, dass sie die nächste Beute der Menschenjagd sind. Während Kate, Franklin und Melanie in den Wald flüchten können, wird Dominik noch in der Hütte von Sam erstochen. Jesse berichtet seiner Schwester, dass er vermutet, dass ihr Vater, den sie vor einem Jahr töteten, doch noch lebt und nun ebenfalls im Wald ist. Sam will davon nichts hören. Gemeinsam jagen die Geschwister Franklin und Melanie hinterher und töten sie, während Kate sich verstecken kann. Sam findet nach der Rückkehr in die Hütte einen Traumfänger, der an der Tür zu der Hütte hing, in der sie die Leiche ihres Vaters versteckt haben – auch Sam weiß nun, dass der alte Mann noch lebt und seine Kinder jagt.
Als Jesse Kate findet, bietet er ihr an, seine Gefährtin zu werden, doch Sam will, dass er sie tötet. Plötzlich wird Jesse vom Vater attackiert; die Geschwister können jedoch entkommen. Kate nutzt die Chance, um ebenfalls zu fliehen. Sam und Jesse versuchen, ihren Vater in eine Falle zu locken. Der alte Mann tötet Jesse, wird dann jedoch von Sam erstochen. Nun will sie Kate zur Strecke bringen, doch diese lockt Sam an den Steg und schlägt sie mit einem Bootshaken nieder. Sam versinkt im See und Kate kann ihr den Schlüssel für den Wagen abnehmen.
Als Kate an dem alten Haus vorbeifährt, in dem der Horror begann, sieht man, dass sich darin jemand befindet.

## Hintergrund
Der Film erschien in Deutschland am 27. September 2007 direkt auf DVD.
Dieser Film erinnert stark an die legendären Filme der Freitag der 13.-Reihe, die Handlung ist jedoch etwas raffinierter dargestellt und durch viele Wendungen auch nicht exakt inhaltsgleich.
Trotzdem steht er deshalb stark in der Kritik.

## Drehorte
Als Kulisse für den Film diente Nanaimo in Kanada.

## Kritiken
„Campende Kids am Crystal Lake, Morde nach dem zehn-kleine-Negerlein-Prinzip und allerhand weitere gängige Zutaten künden von einem prototypischen Teenager-Slasher, doch dann kommt es doch etwas anders und minimal origineller in diesem gut gespielten und vergleichsweise wendungsreichen Low-Budget-Horrorfilm. Thrillerfreunden kommt Hauptdarstellerin Sandrine Holt aus "24" bekannt vor, ihren romantischen Partner William Gregory Lee kennt mancher aus "Dark Angel". Solider Zeitvertreib auch für anspruchsvollere Genre-Fans.“